# Relações entre Indonésia e Timor-Leste
As relações entre Indonésia e Timor-Leste referem-se às relações atuais e históricas entre a República da Indonésia e a República Democrática de Timor-Leste.
A Indonésia invadiu a antiga colónia portuguesa em 1975 e anexou Timor-Leste em 1976, mantendo o território como a sua vigésima sétima província até um referendo patrocinado pela Organização das Nações Unidas (ONU) em 1999, no qual o povo timorense escolheu a independência. Após uma administração provisória das Nações Unidas, Timor-Leste ganhou a independência em 2002. 
A Indonésia tem uma embaixada em Díli e Timor-Leste tem uma embaixada em Jacarta e um consulado em Cupão.

## História
Portugal tomou o controlo do território que se tornaria conhecido como Timor Português, em meados do século XVIII, e manteve a metade oriental da ilha (Timor Ocidental foi uma possessão holandesa até a Segunda Guerra Mundial) como uma colónia até a Revolução dos Cravos, de esquerda, em 1974. Portugal declarou a sua intenção de dar independência a sua antiga colónia e partidos locais foram formados, com a intenção de disputar as primeiras eleições livres de Timor-Leste programadas para 1976. A Indonésia, então firmemente enraizada no campo anti-soviético no Sudeste Asiático, ficou alarmada com os partidos de esquerda que pareciam destinados a vencer essa eleição. A Indonésia invadiu o território em 1975 e anexou Timor-Leste no ano seguinte. A subsequente ocupação da região por vinte e quatro anos causou grandes danos às relações diplomáticas da Indonésia e à sua reputação internacional. 
As Forças Armadas de Libertação Nacional de Timor-Leste (Falintil), a ala armada do partido político esquerdista timorense Frente Revolucionária de Timor-Leste Independente (Fretilin), tornou-se a principal fonte de resistência à anexação da Indonésia, mas a resistência militar acabou por ser eliminada. O poeta e guarda-redes semiprofissional José Alexandre Gusmão liderou vinte anos de insurreição de baixo nível e pressão diplomática contra a ocupação. Gusmão, apelidado de Xanana por seus seguidores, tornou-se o primeiro presidente de Timor-Leste após sua independência.

### Independência de Timor-Leste

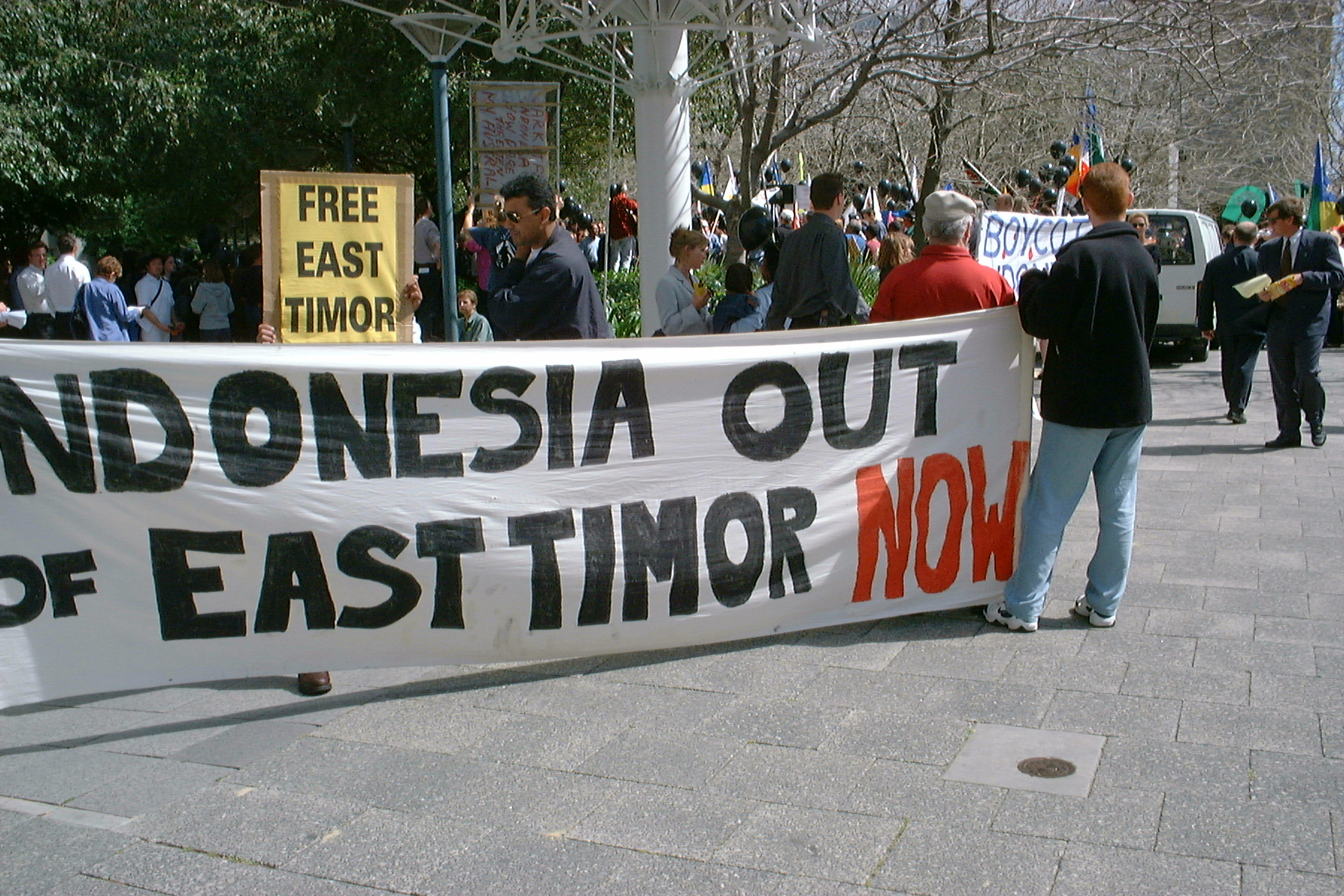
Manifestação internacional apoiando os resultados do referendo de Timor-Leste em setembro de 1999, numa altura em que as tropas indonésias realizavam uma campanha de terra queimada no país.

Após a renúncia forçada de Hadji Mohamed Suharto em 1998, seu vice-presidente e sucessor, Bacharuddin Jusuf Habibie, ofereceu um referendo surpresa sobre a independência de Timor-Leste. Depois que 78% dos timorenses escolherem a independência no referendo, Habibie foi atacado por todo o espetro político indonésio por trair os interesses nacionais e perdeu as poucas chances que possuía de manter a presidência nas eleições de outubro de 1999 na Indonésia.  Ele foi substituído por Abdurrahman Wahid, um firme opositor da independência timorense.
Partes do exército indonésio foram fortemente contra a independência de Timor-Leste e passou grande parte de 1998 e 1999 armando partidários pró-Indonésia e organizando ataques a grupos independentistas. Poucas horas após os resultados do referendo serem anunciados pelo enviado especial da ONU a Timor-Leste, Jamsheed Marker, os militares indonésios decretaram um plano de terra queimada no território, destruindo mais da metade da infraestrutura fixa do território, matando cerca de mil e quinhentos timorenses e deslocando outras trezentas mil pessoas ao longo das próximas semanas, até que uma força de manutenção da paz da ONU liderada pela Austrália chegou ao país a 20 de setembro de 1999. 
A Administração Transitória das Nações Unidas em Timor-Leste (UNTAET) prestou uma administração civil provisória e uma missão de manutenção da paz no território de Timor-Leste, desde a sua criação em outubro de 1999, até a independência do território a 20 de maio de 2002.